# Gerçek Alnıaçık
Gerçek Alnıaçık (* 19. März 1977 in Istanbul als Gerçek Büyükağaoğlu), auch bekannt als Gerçek Sağlar, ist eine türkische Schauspielerin.

## Biografie
Gerçek Alnıaçık wurde am 19. März 1977 in  Istanbul geboren. Neben ihrer sechsjährigen Ballettausbildung am Staatstheater Ankara studierte sie dort Theater. Später setzte sie ihr Studium an der Columbia University fort. 
Ihr Debüt gab sie 2003 in der Fernsehserie Gurbet Kadını. Im selben Jahr bekam sie in der Serie Kurşun Yarası die Hauptrolle. Ihre nächste Hauptrolle bekam Alnıaçık 2006 in Kod Adı. Von 2009 bis 2012 war sie in Sakarya Fırat zu sehen. 2013 heiratete sie den türkischen Schauspieler Kürşat Alnıaçık. Unter anderem trat sie 2016 in Seviyor Sevmiyor auf. 2022 wurde sie für die Serie Yalnız Kurt gecastet.

## Filmografie
Serien
- 2003: Gurbet Kadını
- 2005: Kurşun Yarası
- 2005: Naciye'yi Kim Sevmez
- 2006: Kod Adı
- 2008: Vurgun
- 2009–2012: Sakarya Fırat
- 2014: Beni Sen Anlat
- 2016: Seviyor Sevmiyor
- 2017: Fi
- 2021: Kahraman Babam
- 2022: Yalnız Kurt